# Campylospermum
Campylospermum es un género de plantas fanerógamas que pertenecen a la familia Ochnaceae.  Comprende 99 especies descritas y de estas, solo 13 aceptadas.

## Taxonomía
El género fue descrito por Philippe Édouard Léon Van Tieghem y publicado en Journal de Botanique (Morot) 16: 35, 40. 1902.

## Especies aceptadas
A continuación se brinda un listado de las especies del género Campylospermum  aceptadas hasta mayo de 2014, ordenadas alfabéticamente. Para cada una se indica el nombre binomial seguido del autor, abreviado según las convenciones y usos: 
- Campylospermum angustifolium Tiegh.
- Campylospermum bracteatum Farron
- Campylospermum duparquetianum Tiegh.
- Campylospermum dusenii (Gilg) comb. ined.
- Campylospermum excavatum (Tiegh.) Farron
- Campylospermum glaucum (Tiegh.) Farron
- Campylospermum inflatum Farr
- Campylospermum klainei (Tiegh.) Farron
- Campylospermum paucinervatum Sosef
- Campylospermum reticulatum Tiegh.
- Campylospermum schoenleinianum (Klotzsch) Farron
- Campylospermum striatum (Tiegh.) M.C.E.Amaral
- Campylospermum sulcatum (Tiegh.) Farron